# 桃源郷 (ゲーム)
『桃源郷』（とうげんきょう）とは、日本物産が1989年4月に開発・販売したアーケードゲーム。

## 概要
日本物産がパズルゲームの「上海」の人気を見て、麻雀をモチーフとしたパズルゲーム。全10つのステージでエンドレスループ。

## ルール
牌を同じ位置に置き、1つの牌でクリアする。しかし、牌の横・縦・上・下の外方向ではクリアできない。Bボタンで「クリアできない牌」をなくせる。全部の牌をクリアすれば、女性のご褒美画像が見られる。